# 博埃里察角
62°39′00″S 60°22′22″W / 62.65000°S 60.37278°W

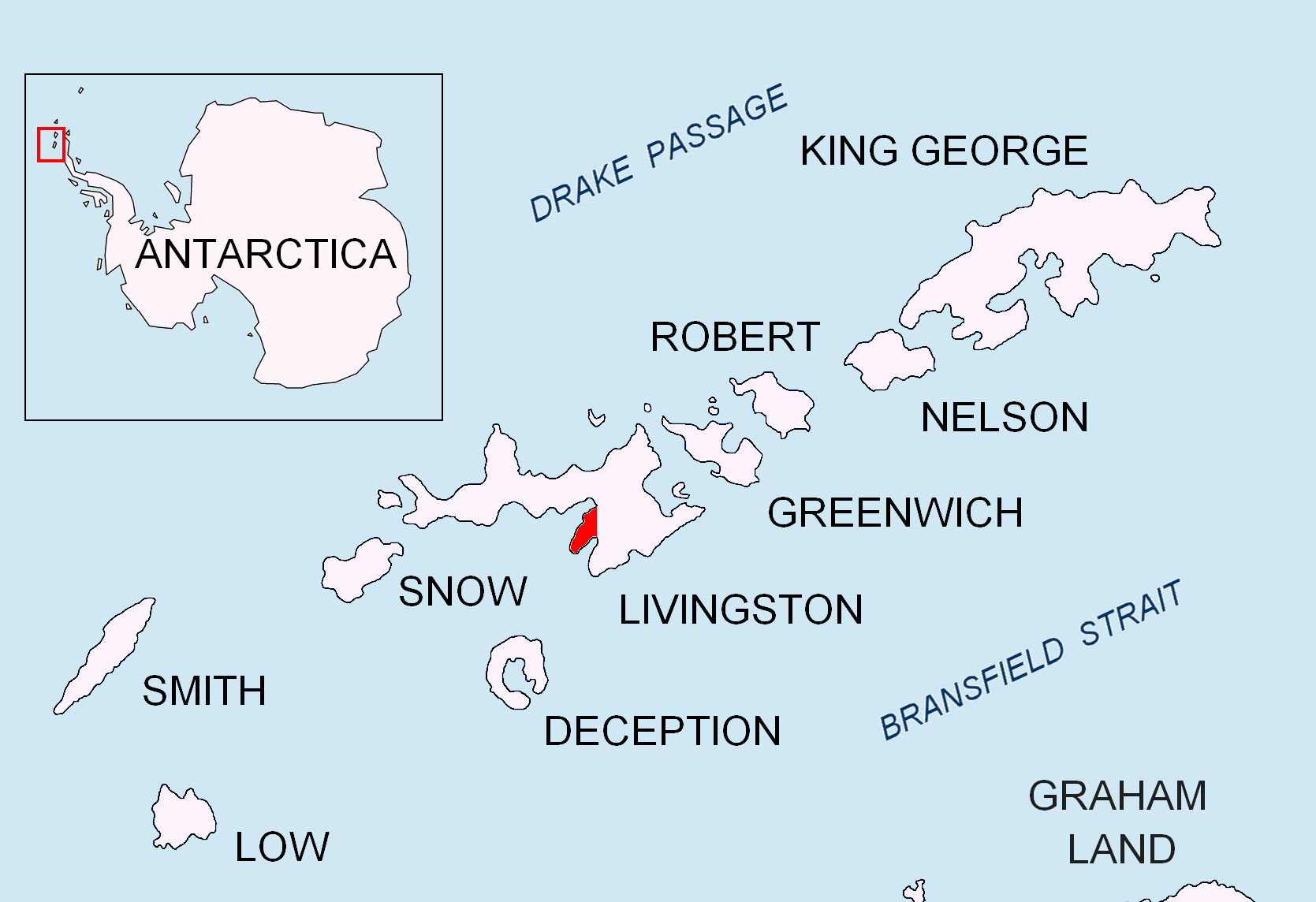

博埃里察角（Boeritsa Point），是南極洲的海岬，位於南設得蘭群島的利文斯頓島，處於赫斯佩里得斯角以南0.73公里和巴列斯特爾角東北面0.88公里的南灣的東南岸，現時由南極條約體系管理。